# Zooxanthellaceae
Zooxanthellaceae, familia de organismos unicelulares del orden de los Zooxanthellales de la superclase Dinoflagellata, clase Dinophyceae.
- El contenido de este artículo incorpora material de una entrada de la Enciclopedia Libre Universal, publicada en español bajo la licencia Creative Commons Compartir-Igual 3.0.

- Datos: Q6171808